# De onwaarschijnlijke reis van Harold Fry
De onwaarschijnlijke reis van Harold Fry (Engels: The Unlikely Pilgrimage of Harold Fry) is de debuutroman van de Britse schrijfster Rachel Joyce uit 2012. De roman was een finalist op de long list (top 12) voor de Man Booker Prize 2012 en Joyce won de UK National Book Award voor 'New writer of the Year voor het boek. Het was ook de best verkochte debuutroman met harde kaft in het Verenigd Koninkrijk in 2012.

## Verhaal
Harold Fry is een 65-jarige die een half jaar gepensioneerd is na een lange carrière als vertegenwoordiger in een brouwerij. Na de dood van hun zoon David meer dan twintig jaar geleden praten hij en zijn vrouw Maureen nauwelijks met elkaar en het enige dat zij doet is het huis schoonmaken. De enige sociale contacten die Harold heeft, bestaan uit een oppervlakkige babbel met zijn buurman Rex. Op een ochtend ontvangt hij een brief van een ex-collega Queenie, een van de weinigen waar hij ooit contact mee had, die afscheid neemt omdat ze terminaal ziek is. Harold schrijft een briefje terug en gaat dit in de brievenbus doen. Maar hij wandelt van de ene brievenbus naar de andere, steeds verder van huis. Bij een tankstation gekomen vertelt de jonge verkoopster dat hij moet geloven in de genezing want dat was ook gebeurd met een tante van haar. Harold besluit de brief niet enkel te posten maar ook naar Queenie in Berwick-upon-Tweed te wandelen, vanaf zijn huis in Kingsbridge een voettocht van 800 kilometer, totaal onvoorbereid. Hij belt het hospice waar Queenie verblijft om te zeggen dat ze moet blijven leven omdat hij te voet op weg is naar haar. Hij belt zijn vrouw en vertelt wat hij gaat doen dit tot grote woede van Maureen. Tijdens de wandeling komt hij heel wat mensen tegen die elk hun eigen verhaal vertellen en overdenkt hij zijn leven en het contact dat hij nooit had met zijn zoon en zijn ongelukkige jeugd met een vader die alcoholist was. Na een aantal weken wandelen, pikt de pers zijn verhaal op en komt hij overal in het nationaal nieuws. Het gevolg is dat eerst een volger en daarna nog tientallen andere volgers meestappen met hem. Omdat deze grote groep voor ruime vertraging zorgt, laat hij hen op een bepaald moment achter. Na meer dan 80 dagen stappen en een twintigtal kilometer van zijn doel af wil hij opgeven maar deze maal na een telefoontje naar zijn vrouw, spoort ze hem aan door te zetten. Hij bereikt Queenie op tijd maar komt dan tot het besef dat hij haar niet zal kunnen redden. Maureen zoekt hem op en samen beseffen ze dat ze dankzij zijn pelgrimage terug nader tot elkaar gekomen zijn.

## Achtergrond
Joyce schreef eerst het verhaal van Harold Fry in de vorm van een kort hoorspel, dat werd uitgezonden op BBC Radio 4. Ze droeg het stuk op aan haar vader, die stervende was aan kanker en die niet lang genoeg leefde om het te horen. Het stuk werd later ontwikkeld tot een volledige roman.

## Verfilming
De roman werd verfilmd in 2023 onder regie van Hettie Macdonald met Jim Broadbent en Penelope Wilton in de hoofdrollen.